# Ас-Сабаа-Біяр (нохія)
Ас-Сабаа-Біяр (араб. ناحية السبع بيار) — нохія у Сирії, що входить до складу району Дума провінції Дамаск. Адміністративний центр — с. Ас-Сабаа-Біяр.